# Sicista subtilis
Espèce
Statut de conservation UICN

 LC  : Préoccupation mineure
La Siciste des steppes ou Sminthe des steppes (Sicista subtilis) est une espèce de petits rongeurs de la famille des Dipodidae.